# Remigi de Rouen
Remigi de Rouen (vers 727 -† 771) fou un bisbe de Rouen de 755 a 771. És venerat com a sant per diverses confessions cristianes.

## Biografia
Era fill il·legítim de Carles Martell (+ 741), majordom de palau dels regnes francs, i d'una concubina desconeguda.
En la seva joventut, el seu germanastre, el rei Pipí I el Breu, li va donar l'usdefruit de les importants propietats del bisbat de Langres (que estava vacant), i en particular el domini de l'abadia de Bèze. Remigi, de 18 anys, va disposar d'aquests ingressos per portar una vida d'escàndols i excessos, el que provoca l'oposició dels monjos de Bèze i la sortida de la majoria cap a l'abadia de Luxeuil. El 752, Remigi va donar els beneficis d'aquesta abadia a la seva mestra, Angla, dona casada, que compartia la seva vida de disbauxa L'afer va acabar amb el penediment dels dos depravats que, després d'una desena d'anys de vida d'excés, volien redimir-se per vides més conformes a les exigències de la religió (i del temps).
El seu germanastre Pipí el Breu li va encarregar una missió cap al 750: convèncer els monjos de l'Abadia de Fleury que tornessin les restes de sant Benet de Núrsia a l'Abadia de Montecassino, d'on havien estat portades arran de la invasió normanda d'Itàlia. La missió responia a una petició del seu altre germanastre, Carlomà, monjo de Montecassino, i del papa.
Gràcies al seu alt naixement, Remigi fou elegit bisbe de Rouen el 755. Pipí el va enviar llavors el 760 en missió a Desideri d'Ístria, rei dels longobards i al papa Pau I. En torna amb clergues i xantres que van introduir els costums romans en la litúrgia franca, i sobretot els cants religiosos. El 762 va participar en el sínode d'Attigny.
Va morir el 771 o 772 i fou canonitzat. Al final de la seva vida la seva companya Angla va restituir al bisbat de Langres els pocs béns que encara li quedaven. La seva festa se celebra el 19 de gener.